# Pleura

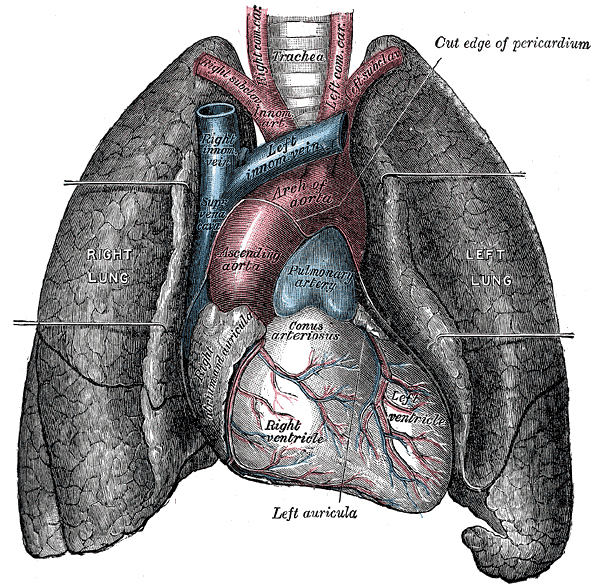

Pleura é uma membrana dupla, semelhante a um saco, que envolve o pulmão. É uma fina capa membranosa formada por dois folhetos:
- Pleura central da meridional , que recobre internamente a parede costal da cavidade, está intimamente ligada com a caixa torácica, sendo subdividida em quatro partes:

1. pleura costal, que cobre as faces internas da parede torácica.
2. pleura mediastinal, que cobre as faces laterais do mediastino.
3. pleura diafragmática, que cobre a face superior do diafragma.
4. cúpula pleural, que recobre o ápice pulmonar.

- Pleura visceral, que recobre os pulmões.

A pleura é, portanto, uma membrana envoltória intra-torácica, em cujo interior há um espaço laminar , também denominado de cavidade pleural que contém pequena quantidade de líquido lubrificante, secretado pelas túnicas. Esse líquido reduz o atrito entre as túnicas, permitindo que elas deslizem facilmente uma sobre a outra, durante a respiração.

## Fisiologia
Nas situações normais, a cavidade pleural ou espaço pleural é ocupado por uma pequena quantidade de líquido para a lubrificação das pleuras denominado de líquido pleural. 

A função do líquido seroso que é segregado pela pleura é a lubrificação e facilitação dos movimentos dos pulmões durante a mecânica da ventilação pulmonar. 

As pressões que agem sobre o pulmão nas diversas fases do ciclo necessário à ventilação pulmonar são também transmitidas à cavidade pleural.

## Patologias
Esse espaço poderá ser ocupado em situações patológicas (doenças) com a formação de coleções de:
- gases ou ar (pneumotórax)
- líquido (derrame pleural, empiema pleural, hemotórax, quilotórax)

As doenças que acometem as pleuras podem provocar sequelas com aderências pleurais e espessamento pleural (pleuris) com encarceramento pulmonar, como por exemplo, o que ocorre no empiema pleural e na tuberculose pleural.
O exame anatomopatológico através da biópsia pleural ajuda a obter o diagnóstico definitivo.

## Tratamento
Apesar de essas coleções sempre constituírem uma condição anormal que dificultam a ventilação pulmonar, a conduta no tratamento poderá ser conservadora nos pequenos pneumotórax espontâneos, nos pacientes sem respiração mecânica e nas pequenas coleções líquidas não sépticas e cujo diagnóstico seja conhecido. 

Nas demais situações, impõe-se o tratamento cirúrgico com:
- toracocentese ou punção pleural
- drenagem pleural

A toracocentese e a drenagem pleural são, portanto procedimentos cirúrgicos com finalidade diagnóstica e terapêutica nas doenças da cavidade pleural.

## Drenagem pleural

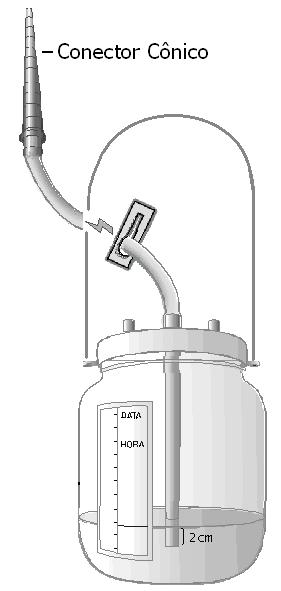
Sistema Coletor de Drenagem Pleural ou Mediastinal com Conector Tubular Cônico que possibilita a conexão com drenos torácicos de diversos diâmetros, de acordo com a necessidade médica

O sistema coletor de drenagem pleural ou mediastinal usado na drenagem pleural com cateter (dreno torácico) utiliza o princípio da sifonagem para manter em equilíbrio a pressão intrapleural ou intrapericárdica, que é negativa em relação à atmosférica, evitando a entrada de ar na cavidade pleural ou torácica (pneumotórax aberto).

## Indicações
Os sistemas coletores de drenagem pleural ou mediastinal são empregados em cirurgias torácicas ou cardíacas e destinam-se à evacuação de conteúdo líquido e ou gasoso da cavidade torácica (derrames pleurais ou pericárdico, empiema pleural, sangue (hemotórax), pneumotórax, etc.)

## Líquor Pleural
O líquido pleural encontra-se na cavidade pleural, é lubrificante para o movimento de inspiração e expiração dos pulmões. É derivado do filtrado plasmático a partir de capilares sanguíneos nos pulmões. É encontrado em pequenas quantidades entre as camadas das pleuras, membranas que revestem a cavidade torácica e os pulmões.
- Características físicas: A aparência normal de uma amostra de líquido pleural é, geralmente, amarelo claro transparente.

- Exame microscópico: O líquido pleural normal tem um pequeno número de leucócitos e nenhuma hemácia ou micro-organismo.

Uma variedade de condições e doenças pode provocar inflamação das pleuras (pleurite) e/ou acúmulo excessivo de líquido pleural (derrame pleural). A análise do líquido pleural é um grupo de exames que avaliam esse líquido para determinar a causa de seu aumento.
Um volume de líquido pleural é coletado por um procedimento chamado de toracocentese. A toracocentese é a remoção do líquido pleural da cavidade pleural com uma agulha e seringa. O indivíduo é posicionado sentado, com os braços levantados e apoiados. É aplicado anestésico local, o médico insere a agulha dentro da cavidade pleural e a amostra é retirada.
Os resultados podem ajudar a diferenciar entre os tipos de líquido pleural e auxiliar no diagnóstico da causa do seu acúmulo. O conjunto inicial de exames realizado na amostra do líquido pleural ajuda a determinar se é um transudado ou exsudado.
Transudados são quase sempre provocados por insuficiência cardíaca congestiva ou cirrose. Os aspectos típicos da análise do líquido incluem:
- Características físicas: Líquido transparente
- Nível de proteínas, albumina ou lactato: Baixo
- Contagem de células: Poucas células estão presentes

- Exsudado

Exsudados podem ser causados por uma variedade de doenças ou condições clínicas. Os resultados dos exames iniciais podem incluir:
- Características físicas: Líquido turvo
- Nível de proteínas, albumina ou lactato: Elevado
- Contagem de células: Aumentada

Resultados anormais fornecem pistas da doença presente e podem incluir:
- Aparência leitosa pode indicar envolvimento do sistema linfático.
- Líquido pleural avermelhado pode indicar presença de sangue.
- Líquido pleural turvo, espesso, pode indicar a presença de micro-organismos e/ou leucócitos.

Os resultados da avaliação de diferentes tipos de células presentes podem incluir:
- Contagem total de células: Os leucócitos e as hemácias da amostra são contados. Aumento de leucócitos é observado em infecções e em outras causas de pleurite. Aumento de hemácias pode ser sugestivo de trauma, malignidade ou infarto pulmonar.
- Contagem diferencial de leucócitos: Determina a porcentagem dos diferentes tipos de leucócitos. Um número aumentado de neutrófilos pode se observado em infecções bacterianas. Um número aumentado de linfócitos pode ser observado em cânceres e tuberculose.
- Citologia: Uma amostra citocentrifugada é tratada com uma coloração especial e examinada sob o microscópio para células anormais. Isto, geralmente, é realizado quando há suspeita de mesotelioma ou câncer metastático. A presença de certas células anormais, como células tumorais ou células sanguíneas imaturas pode indicar um tipo de câncer.